# 在モルディブインド高等弁務官事務所

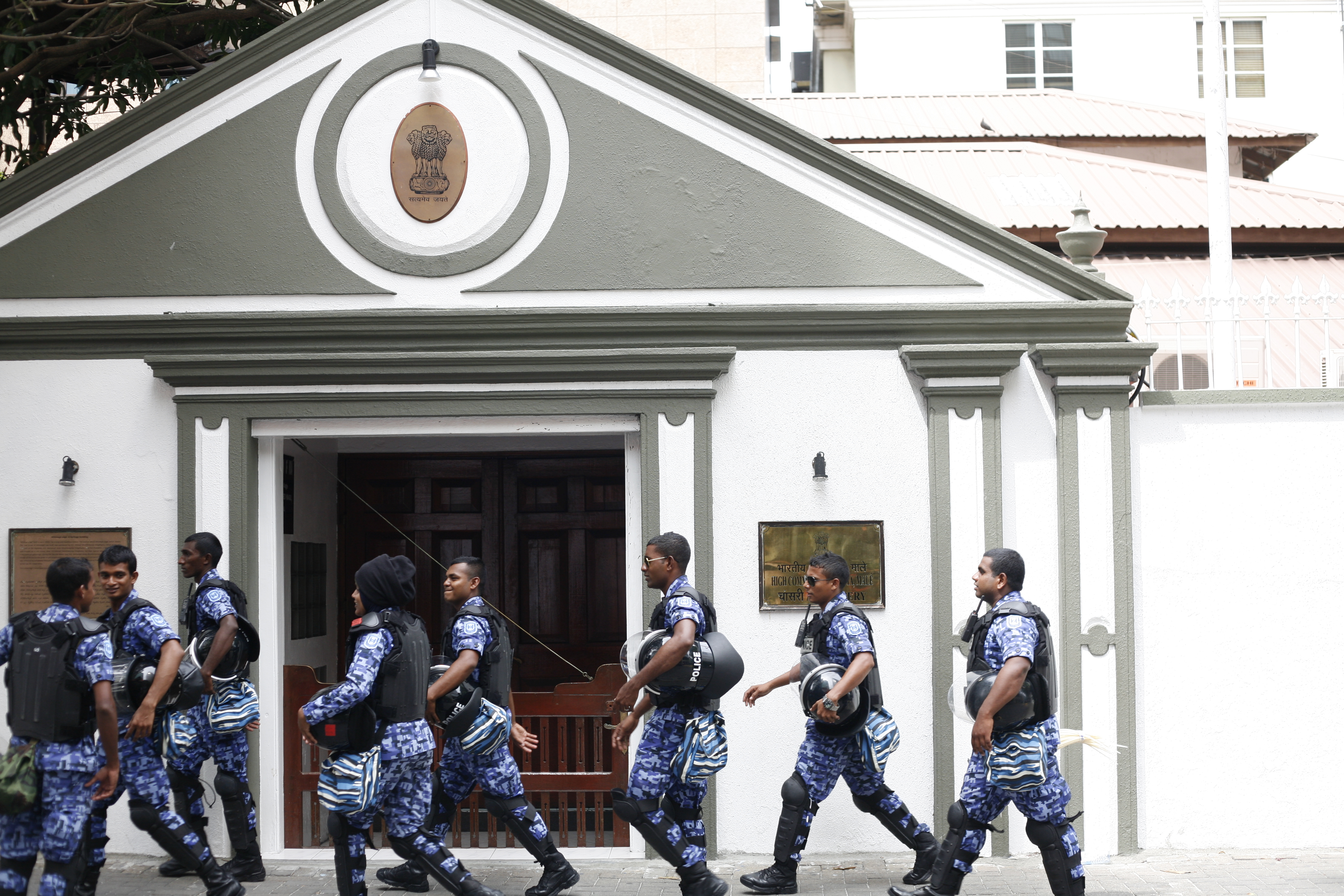
マレ島ヘンヴェイル地区に置かれていた頃のインド高等弁務官事務所（2013年撮影）

在モルディブインド高等弁務官事務所（ヒンディー語: मालदीव में भारतीय उच्चायोग、英語: High Commission of India in Maldives）は、インドがモルディブの首都マレに設置している高等弁務官事務所である。

## 沿革
1965年11月1日にインドとモルディブの外交関係が樹立される。
モルディブ独立前の1965年4月15日から1978年12月11日にかけてコロンボの在セイロン高等弁務官事務所（1972年以降は在スリランカ高等弁務官事務所）が兼轄した後、1980年にマレ常駐の高等弁務官事務所が開設された。
この公館は、モルディブが英連邦から離脱した2016年10月から2020年2月まで、在モルディブインド大使館（ヒンディー語: मालदीव में भारतीय दूतावास、英語: Embassy of India in Maldives）と呼ばれていた。
モルディブが英連邦の共和国としての地位に復帰した2020年2月1日、この在外公館はインド高等弁務官事務所に戻った。
2022年8月14日、高等弁務官事務所がマレ島からフルマーレ島へ移転した（いずれも行政区分上はマレ市に属する）。

## 所在地
Lot No. 11499 N1 56 (E), Hithigas Magu, Goalhi-4, Phase-I, Hulhumalé
2022年8月14日より、上記の住所で運営されている。旧住所は「Athireege Aage, Ameeru Ahmed Magu, Henveiru, Malé」であった。

## 大使・高等弁務官
2019年3月5日から特命全権大使を務めていたスンジャイ・スディールが、2020年2月1日より高等弁務官を務めている。